# Train de messageries
Un train de messageries est un train composé de wagons de marchandises, pouvant éventuellement comporter ou être composé de voitures voyageurs, et destiné au transport rapide de marchandises. À la différence d'un train de marchandises, il circule à vitesse proche d'un train de voyageurs et est freiné au même régime donc avec des distances de freinage plus courtes qu'un train de marchandises. 

## En France
En France, les codes des différentes catégories de train de messageries sont ME suivi de la vitesse maximale (ME 100, ME 120 et ME 140), à l'exception des trains ME 160 devenus MV 160. Un train de marchandises (MA) a une vitesse comprise entre 80 et 100 km/h.
Une nouvelle catégorie de train de messageries circulant à 200 km/h fut créée en octobre 1997 par Fret SNCF pour le Sernam (Service national des messageries, alors un service de la SNCF aujourd'hui disparu) : le MVGV (Marchandises exploitées en régime Voyageurs à Grande Vitesse), aussi appelé train-bloc express ou Sernam 200 et premier train de messagerie à utiliser les lignes à grande vitesse. Ce service a été supprimé le 28 février 2011.
Les machines haut-le-pied (HLP) ainsi que les trains de machines (TM) sont assimilés aux trains de messageries.